# Dorcadion coelloi
Dorcadion coelloi är en skalbaggsart som först beskrevs av Verdugo 1996.  Dorcadion coelloi ingår i släktet Dorcadion och familjen långhorningar. Inga underarter finns listade i Catalogue of Life.